# Машков, Анатолий Егорович
Анато́лий Его́рович Машко́в (5 сентября 1939, Москва) — советский футболист, хоккейный тренер. Наиболее известен по многолетней работе в качестве администратора футбольного клуба «Локомотив» (Москва).

## Биография
Анатолий Машков с 5 лет занимался различными видами спорта, в основном — футболом и хоккеем с мячом. В 1956 году попал в молодёжную команду московской команды по русскому хоккею «Крылья Советов». Спустя 4 года, уже борясь за место в основном составе команды, был вынужден уйти в армию. Восемь месяцев нёс службу в ракетно-войсковой части под Москвой. Затем был распределён в спортроту и попал в футбольную команду мастеров ленинградского СКА, где отыграл на протяжении полутора лет. В 1965 году получил тяжёлую травму колена незадолго до поступления в Институт физкультуры, поставившей крест на его дальнейшей карьере спортсмена.
По окончании учёбы работал в качестве тренера в Подольске, затем на протяжении 5 лет тренировал команду мастеров по хоккею с шайбой в Томилино (хоккейная команда Томилинского завода полупроводниковых приборов), также тренировал команду фабрики «Красная заря». В 1977 году Борис Петров пригласил Машкова стать администратором футбольной команды «Локомотив» (Москва).
С 1981 по 1985 год отбывал тюремный срок за «нецелевое использование» спортивной экипировки. После выхода на свободу вновь был приглашён на должность администратора клуба Юрием Павловичем Сёминым.
11 августа 2005 года администратор «Локомотива» попал в скандальную ситуацию. Во время игры в Казани между «Рубином» и «Локомотивом», когда тяжелейшую травму получил лидер атак москвичей Дмитрий Сычёв, Анатолий Машков, по свидетельству Владимира Петтая, угрожал «физической расправой» судьям. Однако дело не имело дальнейшего продолжения. Вот как описывает эпизод спортивный комментатор Василий Уткин:
Главный кипеж… был вокруг того, что администратор «Локомотива» Анатолий Машков угрожал судье Петтаю физической расправой… Для тех, кто не слишком близок к футболу в его закулисной, внутренней части: Анатолий Машков, во-первых, великий человек, он в «Локомотиве» не один десяток лет, его, легендарного Егорыча, вся страна знает. Я думаю, что, если назову Машкова локомотивской иконой, это не будет преувеличением. Горячиться нехорошо, но есть, знаете, люди, которым это все-таки простительно. Во-вторых, Анатолий Егорович — довольно пожилой человек. Обижаться на Машкова по меньшей мере глупо, а по-серьезному говоря — стыдно. Молодой человек в расцвете сил расценивает горячность пожилого (Егорычу 66 лет) человека как угрозу собственному здоровью! Да тут бы улыбнуться или ещё как-нибудь разрядить ситуацию…
На протяжении многих лет работы администратором решал целый ряд текущих вопросов в делах команды. От футболистов, тренерского штаба и болельщиков получил прозвище «Батя». Оказывает поддержку не только ветеранам «Локомотива», но и других команд. Анатолий Машков вошёл в число восьми десятков «почётных железнодорожников» — игроков, тренеров и функционеров клуба, — в «Официальной истории футбольного клуба „Локомотив“ Москва 1923—2005», книге, изданной в 2006 году к юбилею «Локомотива».